# Charles Ng
Charles Kaki Ng (traditionell kinesiska: 伍家麒), född 1 augusti 1984 i Hongkong, är en hongkongsk racer- och driftingförare. Ng är bosatt i både Rowland Heights, Kalifornien, och i Hongkong.

## Racingkarriär

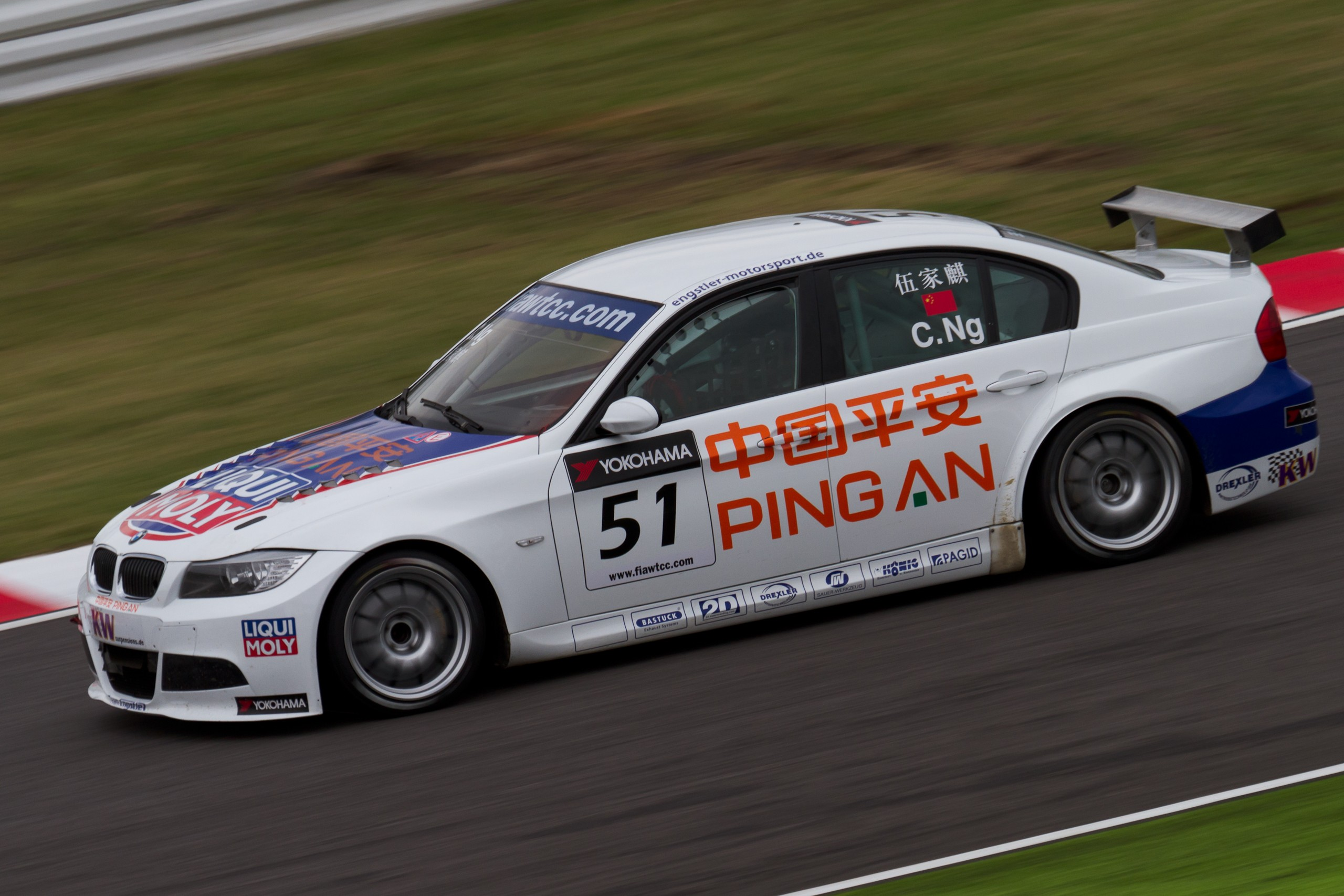
Charles Ng i FIA WTCC Race of Japan 2011.

Ng tävlade i Skip Barber Mazdaspeed MX-5 Challenge National Series 2008, där han tog en dubbelseger första tävlingshelgen och valdes till "Rookie of the Race". Året därpå blev han mästare i Skip Barber Mazdaspeed MX-5 Challenge Western Series och fick också titeln "Rookie of the Year". Han körde även i flera andra serier under året, bland annat långlopp.
Under säsongen 2010 tävlade Ng i Asian Touring Car Series för G. Harry Racing Team. Han gjorde en jämn säsong och korades till mästare.
Ng debuterade i World Touring Car Championship på Suzuka International Racing Course 2011. Han körde sin första tävlingshelg i en BMW 320si för Liqui Moly Team Engstler, innan han bytte till en BMW 320 TC för DeTeam Engstler Motorsport, även det drivet av Franz Engstler. På Shanghai Tianma Circuit lyckades Ng ta ett poäng i det andra racet och året efter skrev han kontrakt med Liqui Moly Team Engstler, för att köra hela säsongen 2012 tillsammans med Franz Engstler.
Charles Ng tävlar även professionellt i driftingmästerskapet Formula D.